# Ooctonus askhamensis
Ooctonus askhamensis är en stekelart som beskrevs av Walter Douglas Hincks 1952. Ooctonus askhamensis ingår i släktet Ooctonus och familjen dvärgsteklar.
Artens utbredningsområde är Tjeckien. Inga underarter finns listade i Catalogue of Life.